# Carlos Macedo (fadista)
Carlos Macedo nome artístico de José Carlos de Campos Macedo (Lousado, 9 de dezembro de 1946 (78 anos)) é um fadista português. guitarrista, autor, compositor,construtor da guitarra portuguesa.

## Biografia
José Carlos de Campos Macedo nasceu em Lousado, Vila Nova de Famalicão, a 9 de Dezembro de 1946. Aos 17 anos forma um Conjunto Típico com o seu nome. Apresenta-se nas Rádios Nacionais e na "Ideal Rádio", posto centralizado dos Emissores do Norte Reunidos, no Porto.
Por questões de obrigação militar muda-se para Moçambique, onde foi integrado num grupo regional das Forças Armadas. Terminado o serviço militar acaba por fixar residência em Lourenço Marques. Continua aí a sua carreira, atingindo o auge em 1972 ao ser considerado "O Rei do Fado em Moçambique". Grava o seu 1.º Disco que inclui "Guitarra toca Baixinho" de Francisco José.
Em 1975, após a independência, regressa a Portugal. Grava o disco "Até o Rei ia ao Fado" que foi um trabalho de grande êxito popular. Lança vários singles nas editoras Alvorada e Rossil.
No ano de 1982 passa a integrar o elenco da casa de fados "Sr. Vinho", pertencente à fadista Maria da Fé (onde ficará até Março de 2008). Com a cantora visitou vários países europeus e da América do Sul, acompanhando a fadista à guitarra e por vezes cantando a solo.
Nas suas actuações, Maria da Fé precisa de mudar de vestido e pede ao guitarrista que a substitua nesses momentos. Num determinado concerto realizado no Brasil canta três fados, e põe o público em delírio com aplausos vibrantes e intermináveis. No final a cantora brasileira Alcione cumprimenta o fadista e diz-lhe: “Você esteve simplesmente maravilhoso!”. No dia seguinte, a imprensa brasileira, especialmente a do Rio de Janeiro, onde o espectáculo decorreu, dizia a seguinte opinião sobre Carlos Macedo: «Foi a surpresa da noite; foi a revelação de um fadista que sabe cantar com verdadeiros sentimentos.» Segundo o Semanário “Tal e Qual”, «Ele conquistou o Brasil enquanto Maria da Fé foi mudar de vestido».
Até finais de 1991 grava mais oito discos. Em paralelo demonstra mais uma vez ser um exímio guitarrista colaborando em várias gravações de outros artistas.
Fez várias viagens pelo mundo fora, actuando em casas como o "Canecão", no Rio de Janeiro, o "Palace" de S. Paulo, o "Gallary" de Espanha, o Centro Cultural de Macau, "Teatroz" e "Twente Schouwbourg", na Holanda e ainda em Toronto no Canadá.
Canta em Bruxelas (Bélgica) a convite da câmara de Comércio Luso-Belga, participa em duas noites de Fado no Teatro Mailon, em Strasbourg, França, entre outros, dos quais participa em vários programas de Televisão.
Em 1998 atuou durante uma semana no Palco Nº 1 da Expo 98. Em 28 de Abril de 2000, atuou no Coliseu dos Recreios, por ocasião da homenagem à fadista Argentina Santos. A 5 de Outubro desse ano actuou num espectáculo da UNESCO, em Paris, no Teatro De Saint Quentin, com Mariza, Maria da Fé, Jorge Fernando, Cristina Branco, Argentina Santos e Herman José.
Seguem-se os álbuns "Fado", "Carlos Macedo" e "Desejos". Na Editora Strauss grava o CD "Este Meu Fado", uma produção de Maria de Lourdes de Carvalho. O disco foi apresentado em 6 de Julho de 2000, na Fonoteca d Lisboa, e foiainda feita a apresentação em todas as lojas nacionais da Fnac.
A 6 de Março de 2001 actua no Centro Cultural de Belém. Depois é o Casino de Póvoa de Varzim, em Abril desse ano. Regressa a França, em Outubro de 2002, na sala "Colette Besson Ozoir-la-Ferriére", onde toca com a fadista Ana Moura.
Em 9 de Setembro de 2006 foi homenageado em Lousado, sua terra natal, pela comissão de festas da “Romaria Nova”. Foi ainda convidado pelo Bispo de Leiria e Fátima, D. António Marto, a cantar “O Milagre Que Pedi" e “Ser Peregrino" (dois temas alusivos à mensagem de Fátima), no Centro Pastoral Paulo VI, por ocasião das celebrações do 90º aniversário das Aparições em Fátima, em Outubro de 2007. Em 24 de Janeiro de 2009 realizou na Casa das Artes, em Vila Nova de Famalicão, um espectáculo há muito desejado por ele e por todos os Lousadenses.
Em 22 de Abril de 2010 apresentou o CD "Entre Nós e o Fado" no Museu do Fado. Em 26 de Maio 2010 apresentou o mesmo disco na Casa Das Artes de Famalicão.
No dia 6 de Outubro de 2014 recebeu, no Teatro Municipal São Luiz, o prémio de melhor compositor nos prémios Amália Rodrigues 2014, da Fundação Amália Rodrigues em que o júri foi constituído por Tózé Brito (Autor, Compositor, Intérprete - Presidente), Conceição Carvalho (Produtora - Secretária), Joana Carneiro (Maestrina), Joaquim Maralhas (Locutor Radiofónico) e Cristina Condinho (Produtora RDP/RTP).

## Discografia
Singles e EP's
- Carlos Macedo (1973 LM - Discos) - Que Mulher És Tu / Rainha Santa / Campa Florida / Volta P´ra Mim Meu Amor
- Carlos Macedo (1973 LM - Discos) - Guitarra Toca Baixinho / O Ardina
- Carlos Macedo (1975 LM - Produções) - Pomba Branca, Pomba Branca / Que Sonhos Meu Deus Que Sonhos
- Carlos Macedo (1975 LM - Produções) - Senhor Perdoai / Só Deus Sabe
- Carlos Macedo (1975 Alvorada) - Senhor Perdoai / Que Sonhos Meu Deus Que Sonhos / A Noite / Terra Breve Repartida
- Carlos Macedo (1976 Alvorada)- Esquina de Rua / Ai Minha Mãe Que Cansaço / Lua Da Cidade / Punhal De Primavera
- Carlos Macedo (1977 Alvorada) - À Beira Mar / Ai A Noite É Tão Pequena / O Tempo Me Acordou / Nasci Ao Pé Do Teu Mundo
- Carlos Macedo (1979 Rossil) Até o Rei ia ao Fado / Deixa-me O Vinho
- Carlos Macedo (1980 Rossil) - Saudades de um Arraial / Ai Se Eu Pudesse
- Carlos Macedo (1987 Ovação)- Memórias / Ai Dom José, Dom José

LP's
- O Fado Que Eu Canto (1982 Rossil) É Festa, É Festa Da Gente / O Meu Sonho de Criança / Ai Se Eu Pudesse / Até O Rei Ia Ao Fado /Eterna Saudade / Dois Fados / Saudades De Um Arraial / Minha Mãe é Pobrezinha / Deixa-me O Vinho / Recado De Portugal
- Não Mexam No Fado (1985 Rádio Triunfo (Orfeu) Sou Teu Trovador / Não Te Posso Esquecer / Trovas Do Vento Que Passa / Velho Friagem / Saudades De Um Arraial /' Apregoando Cautelas / Meu Futuro, Meu Passado / Carta / Não Mexam no Fado / Rouxinol Da Caneira
- Fado (1991 Discossete) Uma Casinha Dum Pobre / O Fado Que Te Canto / Porque Te Amo Não Sei / Quadras Populares / Ficas A Saber / Menina Dos Meus Olhos / Minha Mãe / Quadras Soltas / Rouxinol Da Caneira / Anda O Fado Noutras Bocas / O Amor É Uma Andorinha / Gostei De Ti

CD's
- Fado (Discossete 1991)
- O Nosso Amor Está por um Triz
- Desejos (1995 Discossete)
- Este meu Fado (2000 Strauss)
- Ser Peregrino (2007)
- Entre nós e o Fado (2010)